# Sinohydro
Sinohydro (Em chinês: 中国水电; formato longo: 中国水利水电建设集团公司) é uma empresa estatal chinesa de engenharia e construção de energia hidrelétrica. No ranking de 2012 da Engineering News-Record Top 225 Global Contractors, uma classificação por receita anual, a empresa está em 14º lugar na classificação geral e em 6º lugar entre as empresas de construção chinesas.

## Operações
A principal empresa operacional do grupo é a Sinohydro Ltd (中国水利水电建设股份有限公司), que é uma subsidiária importante formada por unidades da controladora do Grupo (中国水利水电建设集团公司) e Sinohydro Consulting (中国水电工程顾问集团公司) e agora detida através de uma holding Sinohydro Group Limited (中国电力建设集团有限公司).
A empresa atua em projetos arquitetônicos, investimentos em energia elétrica, imóveis residenciais e imobiliários, pesquisa e desenvolvimento, além de design e fabricação de equipamentos de construção . Ela fornece serviços de investimento, financiamento de projetos, consultoria e construção. A empresa também atua na fabricação e instalação de plantas mecânicas e elétricas. Ela atua na conservação de água, geração de energia, rodovias expressas, ferrovias, portos e rotas marítimas, aeroportos, serviços públicos municipais e indústrias de construção.